# 法蘭肯莫斯鎮區 (密歇根州)
法蘭肯莫斯鎮區（英語：Frankenmuth Township）是位於美國密歇根州薩吉諾縣的一個行政鎮區。

## 地方資料
法蘭肯莫斯鎮區的面積為84.60平方千米，當中陸地面積為84.20平方千米，而水域面積為0.40平方千米。根據2020年美國人口普查的數據，當地共有人口1895人，而人口密度為每平方千米22.4人。